# Anaueria
Anaueria es un género monotípico de plantas con flores, perteneciente a la familia Lauraceae. Su única especie, Anaueria brasiliensis Kosterm, es originaria de la Amazonia y se encuentra en Brasil, Colombia y Perú.

## Descripción
A. brasiliensis un árbol de tronco recto y cilíndrico que alcanza 20 m de altura, con corteza marrón rojiza, aromática. La madera es amarilla a marrón claro.las hojas son pecioladas, simples, alternas, opuestas, aovadas, de 7,0 a 17.5 cm de longitud, por 3,5 a 8 cm de largo. Las flores son diminutas, dispersas y pilosas, de 1 mm de largo por 2 mm de ancho. Los frutos son drupas subglobosas, de 10 a 11 cm por 7 a 7,5 cm de largo com mesocarpo carnoso e com una semilla elíptica de 7 por 5 cm.

## Usos
La madera de tronco se usa para construir canoas y remos; el cabo sirve para fabricar diferentes utensilios. Con el fruto rallado y exprimido se preparan tortillas de aspecto semejante al casabe.

## Nombres comunes
- Brasil: anauerá, louro anauerá branco, anoerá-ferro.[4]
- Colombia: uflé, aguacatillo.[5]
- Perú: añuje moena.[5]

## Taxonomía
El género fue descrito por André Joseph Guillaume Henri Kostermans y publicado en Chronica Botanica 4: 14, en el año 1938. El propio Kostermans en 1952 consideró que A. brasiliensis debe incluirse dentro del género  Beilschmiedia.

### Sinonimia
- Beilschmiedia brasiliensis (Kosterm.) Kosterm.[6]